# Леонович, Ян
Ян Леоно́вич (пол. Jan Leonowicz; 15 января 1912, Жабче, Люблинская губерния — 9 февраля 1951, Новины, Люблинское воеводство) — польский партизан и подпольщик, участник антифашистского и антикоммунистического сопротивления. Командир подразделения Армии Крайовой.

## Военная служба и антинацистское подполье
Родился в многодетной семье, происходил из землевладельческого рода. Его дед участвовал в польском национальном восстании 1863, был подвергнут репрессиям царских властей и конфискации поместий. Отец, Мариан Леонович, работал лесничим.
После окончания школы служил в кавалерийском полку. В сентябре 1939 был ранен в боях с немцами. В октябре примкнул к Службе победе Польши. Участвовал в боевых операциях антифашистского подполья. В 1940 был арестован прогерманским украинским ополчением, передан гестапо. Освобождён усилиями отца.
В 1942 возглавил боевую группу Армии Крайовой (АК) в районе города Томашув-Любельский. В 1943–1944 участвовал в многочисленных столкновениях с немцами, прогерманскими украинскими формированиями, а также с отрядами УПА. Возглавлял разведывательно-диверсионные подразделения АК. Участвовал в акции «Буря». Имел звание хорунжего, носил партизанский псевдоним Burta.

## В антикоммунистическом движении
После приказа о роспуске АК в январе 1945 отказался сложить оружие и продолжил вооружённую борьбу – теперь против СССР, польских властей и местных коммунистов. Руководил нападениями на функционеров ППР, милиционеров и членов Добровольного резерва гражданской милиции (ORMO). Наиболее резонансную акцию его боевики провели 31 мая 1946, когда был приведён в исполнение смертный приговор, вынесенный подпольем в отношении секретаря томашув-любельского комитета ППР Винсенты Хумера (отец Адама Хумера, видного следователя Министерства общественной безопасности (МОБ)).
Амнистия, объявленная властями в феврале 1947, значительно сократила численность отряда Леоновича. Однако весной ему удалось установить связь с крупным соединением движения “Свобода и Независимость” под командованием Иеронима Декутовского, что позволило возобновить активные действия. Леонович руководил повстанческими «лесными патрулями» на обширной территории в районах Томашув-Любельского, Билгорая, Грубешова, Любачува, Замосци. В 1948 ему удалось наладить оперативное сотрудничество с группой ОУН.
Бойцы Леоновича убивали милиционеров и членов ORMO, функционеров ППР-ПОРП и агентов госбезопасности. С осени 1947 по конец 1950 его группа совершила также ряд диверсионных акций (в том числе на железной дороге), провела серию боестолкновений с опергруппами МОБ, милицией и частями Корпуса внутренней безопасности.

## Спецоперация и гибель
Ликвидация Леоновича была осуществлена в ходе специальной операции МОБ под руководством капитана Мозгавы. Его удалось заманить в засаду и застрелить. Мёртвый Леонович был доставлен в Томашув-Любельский и выставлен на обозрение. Место его захоронения достоверно неизвестно.